# Prototheca vistulensis
Prototheca vistulensis – gatunek wodnych zielenic z rodziny Chlorellaceae.
Organizm jednokomórkowy. Komórki elipsoidalne, prawie kuliste o wymiarach średnio 9,9 na 9,3 μm. Nieruchliwe, okryte kapsułą. Zamknięte w ścianie komórkowej zawierającej sporopoleninę, ale bez chityny czy celulozy. Mogą tworzyć okrągłe, kremowo-białe, śliskie i błyszczące kolonie. Zarodniki o szerokości średnio 3,4 μm i długości średnio 4,10 μm. Jak wszystkie prototeki są roślinami bezzieleniowymi. Przyswajają glukozę, glicerol, galaktozę i trehalozę. W kulturze rosną dobrze w temperaturze 25–35 °C. Gatunek wodny, prawdopodobnie synantropijny.
Gatunek po raz pierwszy opisał w 2022 r. zespół Tomasza Jagielskiego na podstawie prób wody pobranych z Wisły w Krakowie, który jest w związku z tym uznany jego miejscem typowym. Stąd też nazwa gatunkowa oznaczająca organizm wiślany. Holotyp przechowywany jest w Zielniku Wydziału Biologii Uniwersytetu Warszawskiego.